# سكر سكر (أغنية الارتشيز)
سكر، سكر (بالإنجليزية: Sugar, Sugar)‏ هي أغنية كتبها جيف باري وآندي كيم، وتم تسجيلها في الأصل من قبل فرقة الرسوم المتحركة "الآرتشيز"، وصلت هذه النسخة إلى المرتبة الأولى في الولايات المتحدة على قوائم البيلبورد في عام 1969 وبقيت لمدة أربعة أسابيع، صعدت أيضًا إلي المركز الأول على قوائم أفضل الأغاني في المملكة المتحدة في نفس العام لمدة ثمانية أسابيع، كما حققت الأغنية نجاحًا كبيرًا مرة أخرى في عام 1970 عندما أعادها المغني ويلسون بيكيت إلى القوائم بنسخته الخاصة.

## خلفية الأغنية
أنتج جيف باري الأغنية وتضمنها البوم «كل شئ آرتشى Everything's Archie»، تم تسجيل الألبوم بمجموعة من موسيقيين الإستوديو Studio musicians (موسيقيون يتم التعاقد معهم لأداء جلسات التسجيل أو العروض الحية وهم أعضاء غير دائمين في فرقة موسيقية)،  بإدارة دون كيرشنر. ترافق غناء رون دانتي الرئيسي مع أصوات توني وايت وآندي كيم، وقدموا معًا أصوات الآرتشيز وتم التسجيل على شرائط لإعادة مزجها معًا، وتم إصدار الأغنية في أواخر مايو 1969،  وحققت نجاحًا معتدلًا في قوائم أفضل الأغاني في أوائل الصيف وفي بعض الإذاعات. أعيد إصدار الأغنية منتصف يوليو 1969 لتحقق نجاح رائع

## طاقم العزف والغناء
موسيقيو الإستوديو هم:
رون فرانجيبان: لوحات المفاتيح (اورج)
غاري تشيستر: طبول
جوي مفتول العضلات: جيتار باس
ديف أبيل: جيتار
سال ديترويا: جيتار
راي ستيفنز: تصفيق
نبيذ توني: غناء
رون دانتي: غناء

## نجاح الأغنية
أمضت الأغنية ما مجموعه 22 أسبوعًا في قوائم أفضل الأغاني «البيلبورد 100»، وكانت أفضل أغنية أمريكية لعام 1969، كما صنفتها رابطة صناعة التسجيلات الأمريكية RIAA على إنها رقم قياسي ذهبي في أغسطس 1969، مما يعني أنها باعت مليون إسطوانة (تم تخفيض دخول الإسطوانات إلي درجة الذهب لاحقًا إلى 500000). إحتلت الأغنية المركز الأول في قوائم أفضل الأغاني في الدول الآتية: النمسا - بلجيكا - كندا - ألمانيا - ايرلندا - النرويج - المكسيك - جنوب أفريقيا - إسبانيا - إنجلترا - الولايات المتحدة.

## كلمات الأغنية
سكر آه عسل عسل Sugar, ah honey honey
أنت حلوتى .. فتاتي You are my candy girl
لقد جعلتني أريدك And you got me wanting you
عسل آه سكر سكر Honey, ah sugar sugar
أنت حلوتى .. فتاتي You are my candy girl
لقد جعلتني أريدك And you've got me wanting you
أنا فقط لا أصدق جمال حبك I just can't believe the loveliness of loving you
أنا فقط لا أصدق أنه حقيقي I just can't believe it's true
أنا فقط لا أستطيع أن أصدق حلاوة حبي لك I just can't believe the one to love this feeling to
(أنا فقط لا أصدق أنه صحيح) I just can't believe it's true
آه سكر، آه عسل عسل Ah sugar, ah honey honey
أنت حلوتى .. فتاتي You are my candy girl
لقد جعلتني أريدك And you've got me wanting you
آه يا عسل، آه سكر سكر Ah honey, ah sugar sugar
أنت حلوتى .. فتاتي You are my candy girl
لقد جعلتني أريدك And you've got me wanting you
عندما قبلتك يا فتاة، عرفت كم يمكن أن تكون القبلة حلوة When I kissed you, girl, I knew how sweet a kiss could be
(أعرف كم يمكن أن تكون القبلة حلوة) (I know how sweet a kiss can be)
مثل شروق الشمس في الصيف صب حلاوتك علي Like the summer sunshine pour your sweetness over me
(صب حلاوتك علي) (Pour your sweetness over me)
يا سكر إسكب عليها القليل من السكر العسل Oh sugar, pour a little sugar on it honey
صب عليه القليل من السكر Pour a little sugar on it baby
سأجعل حياتك حلوة للغاية، نعم نعم نعم I'm gonna make your life so sweet, yeah yeah yeah
صب القليل من السكر عليها أوه نعم Pour a little sugar on it oh yeah
صب عليه القليل من السكر العسل Pour a little sugar on it honey
صب عليه القليل من السكر Pour a little sugar on it baby
سأجعل حياتك حلوة للغاية، نعم نعم نعم I'm gonna make your life so sweet, yeah yeah yeah
صب عليه القليل من السكر العسل Pour a little sugar on it honey

## نسخ مختلفة للأغنية
1969: فريق الساندز The Sands
1969: بوب مارلي Bob Marley & The Wailers
1970: توم جونز Tom Jones
1975: جلاديس نايتس والبيبس Gladys Knight & the Pips
1977: آيك وتينا تورنر Ike & Tina Turner
1980: سارة داش Sarah Dash
1994: ديوك باي سي Duke Baysee
1995: ماري لو لورد Mary Lou Lord
2005: نيتي Nitty
2010: انر سيركل Inner Circle
2012: اوليفيا نيوتن جون Olivia Newton John

## وصلات خارجية
https://www.songfacts.com/facts/the-archies/sugar-sugar سكر سكر (أغنية الارتشيز)
https://secondhandsongs.com/performance/15385 سكر سكر (أغنية الارتشيز)